# 黄花茅
黄花茅（学名：Anthoxanthum odoratum）为禾本科黄花茅属下的一个种。珠高約60公分，春天開花，黃色小花組成圓錐花序。扁平葉片末端尖細，綠色部份含香豆精，具香甜氣味。莖硬而光滑不分枝，組成叢簇，根系緊密可防止水土流失。分佈亞洲和歐洲，生長在草地及山坡牧場。

## 圖覽

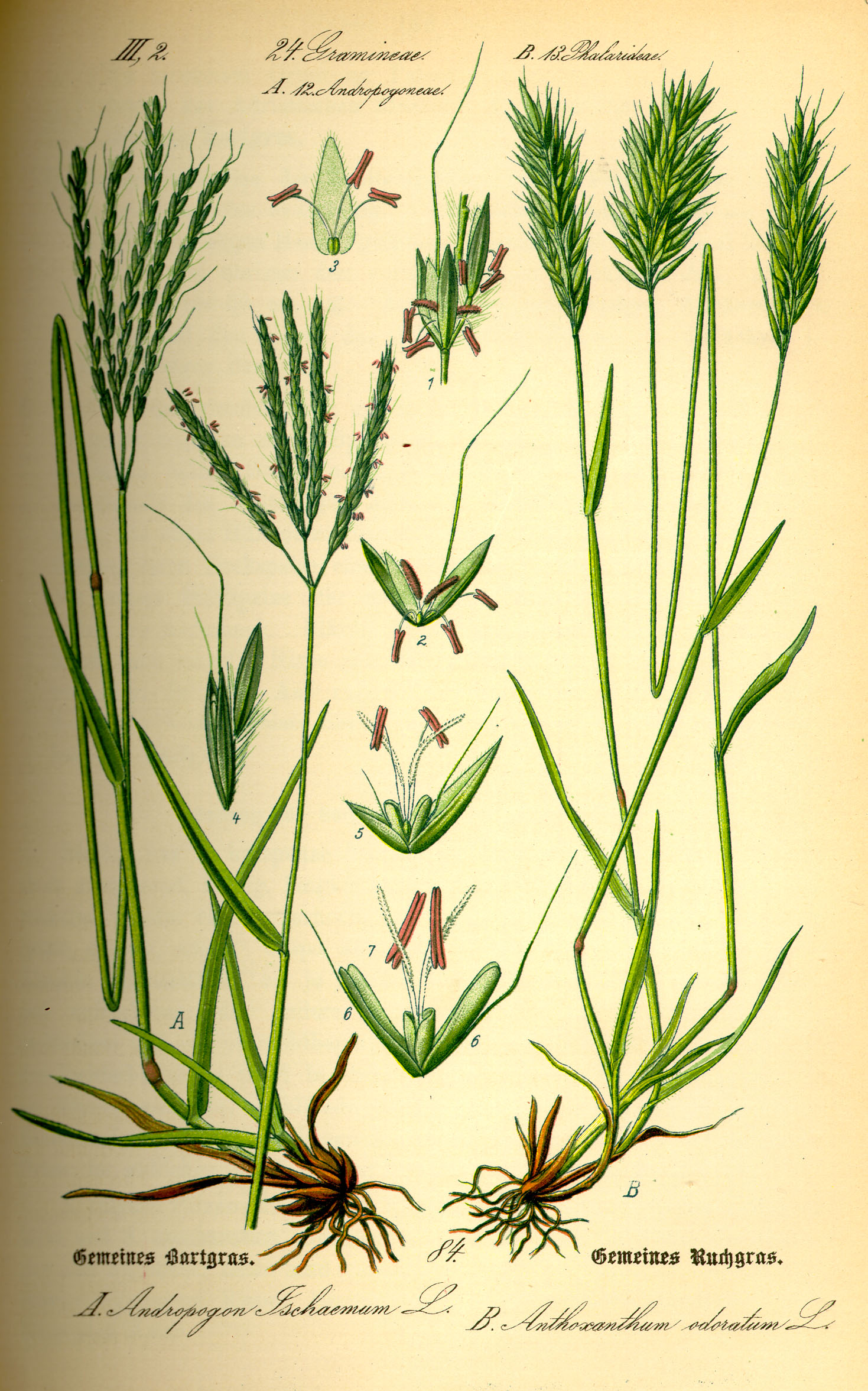
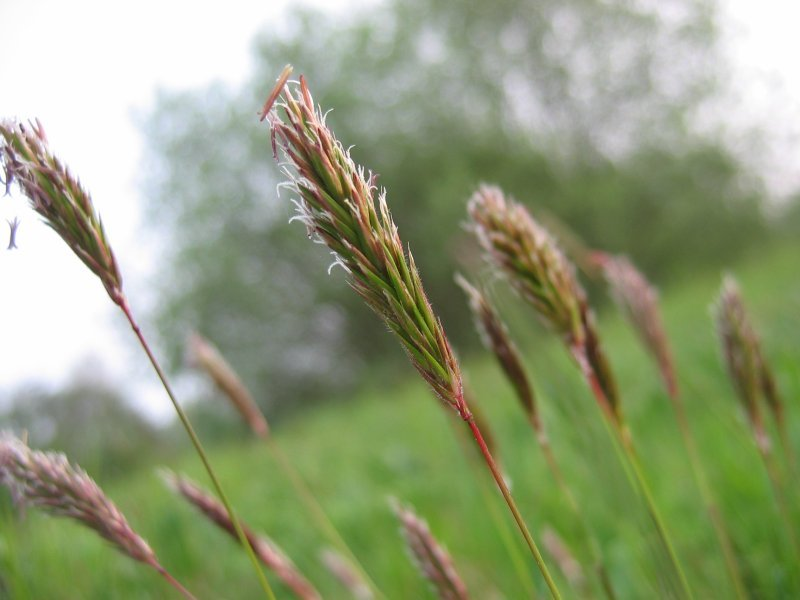
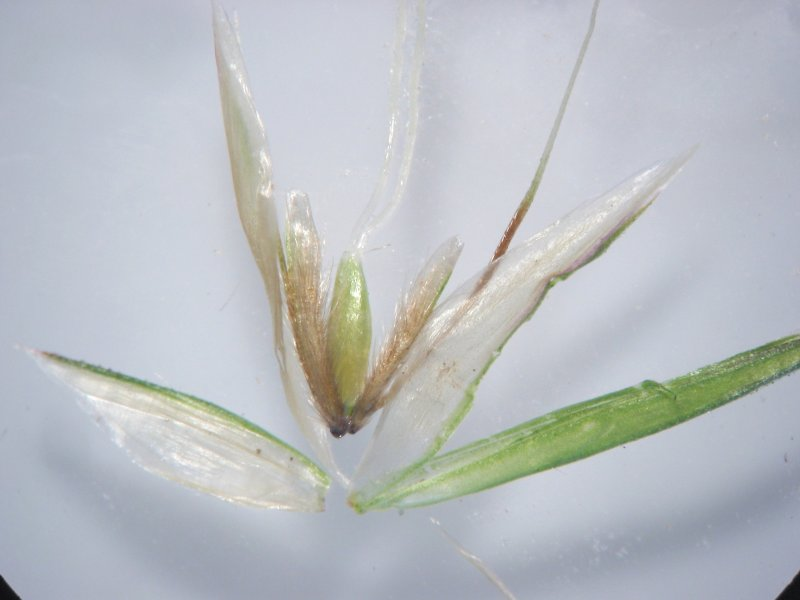
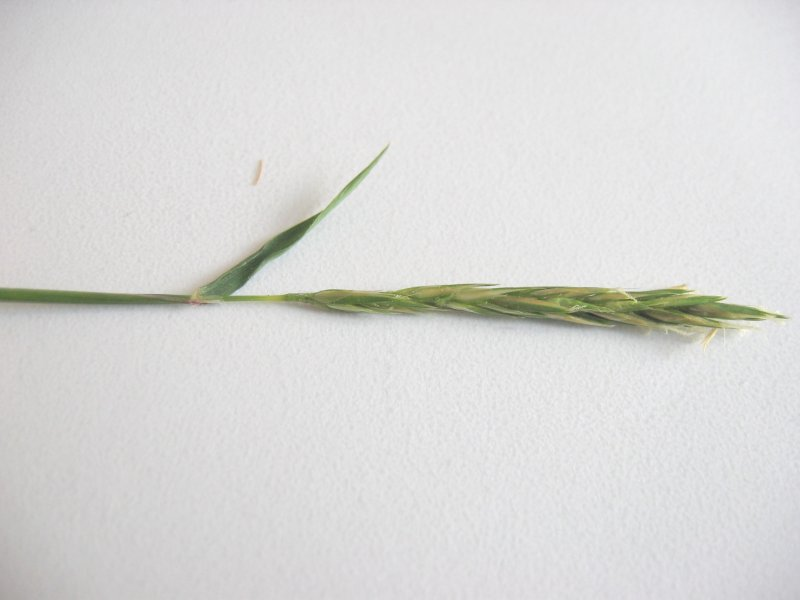
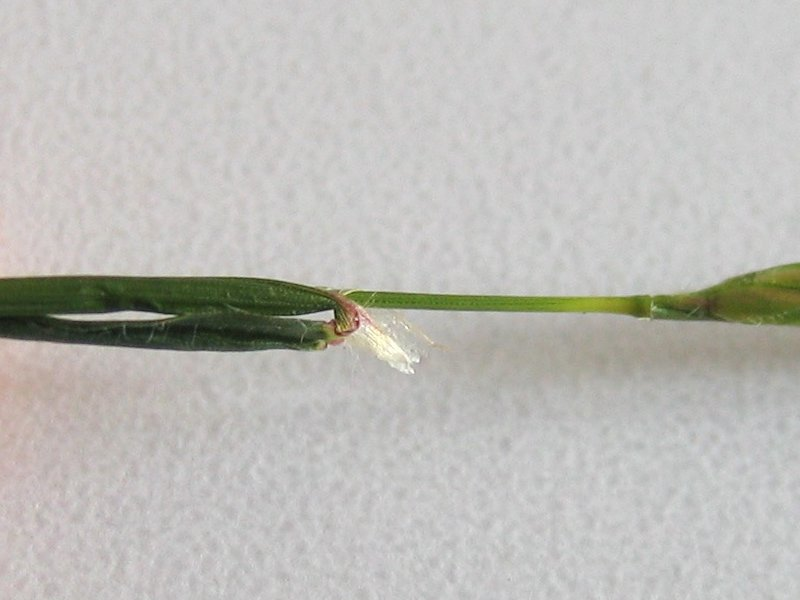
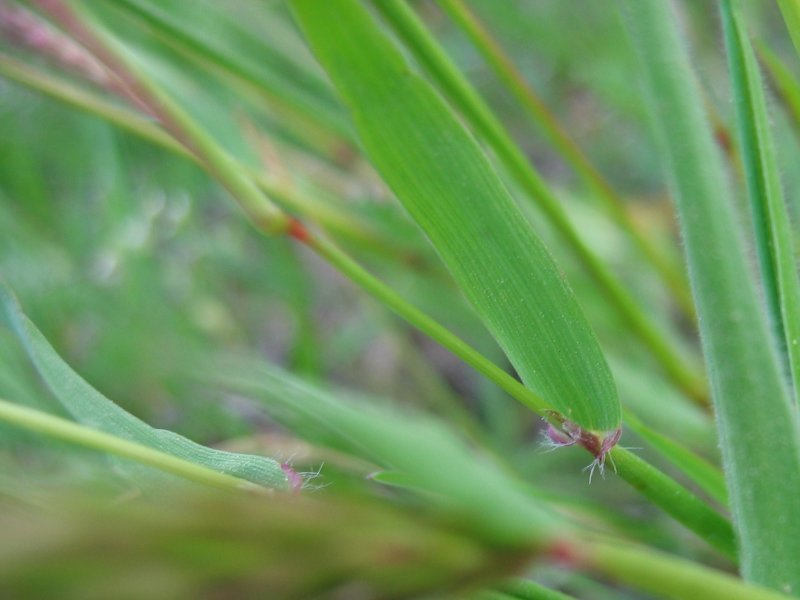
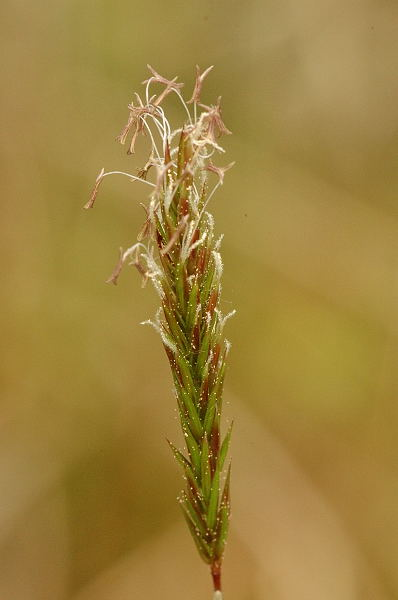
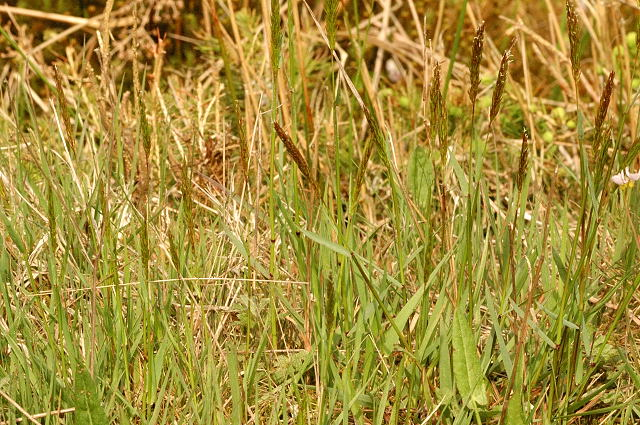
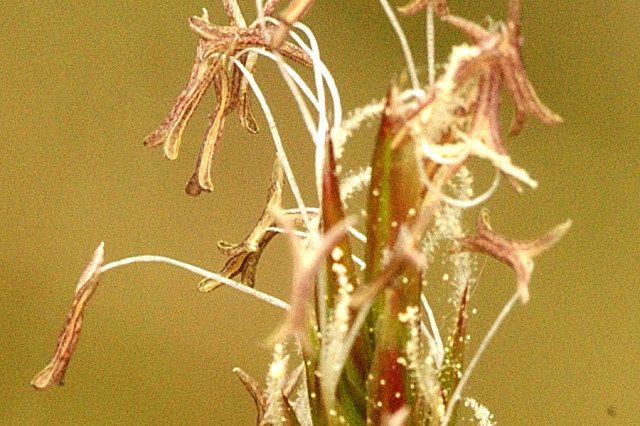

## 扩展阅读
- 維基物種上的相關：黄花茅